# Zamek Hohenwerfen
Zamek Hohenwerfen (niem. Burg Hohenwerfen) – zamek wybudowany na skale, około 40 km na południe od Salzburga. Zamek majestatycznie otaczają Alpy Berchtesgadeńskie i masyw górski Tennengebirge.

## Historia
Fortyfikacja została wybudowana w latach 1075–1078 w czasie sporu o inwestyturę na zlecenie arcybiskupa Salzburga Gebharda jako strategiczny bastion na szczycie 155 m skały, wysoko nad doliną rzeki Salzach. Gebhard, sojusznik papieża Grzegorza VII i antykróla Rudolfa Szwabskiego, miał trzy główne zamki służące do zabezpieczenia arcybiskupstwa Salzburga przeciwko siłom króla Henryka IV: Hohenwerfen, Hohensalzburg i Petersberg w Friesach w Karyntii. Tym niemniej Gebhard został wydalony w 1077 i nie mógł powrócić do Salzburga do 1086, jedynie aby umrzeć w Hohenwerfen dwa lata później.
W następnych wiekach Hohenwerfen służył władcom Salzburga, książętom, arcybiskupom, nie tylko jako baza wojskowa, ale także jako miejsce zamieszkania i baza do polowań. Zamek został powiększony w XII wieku i, w mniejszym stopniu, w XVI wieku w czasie niemieckiej wojny chłopskiej, kiedy grabieże i zamieszki rolników i górników z południa Salzburga przesunęły się w stronę miasta w latach 1525–1526.
Zamek był używany również jako więzienie stanu, a zatem miał nieco złowieszczą reputację. Okresowo więziono wysoko urodzoną szlachtę, w tym władców, takich jak arcybiskup Adalbert III (1198), Graf Albert von Friesach (1253), gubernator Styrii Siegmund von Dietrichstein (1525) i arcybiskup Wolf Dietrich von Raitenau (1611).
W 1931 roku twierdza, wtedy własność arcyksięcia Eugeniusza Ferdynanda, została poważnie uszkodzona przez pożar. W kolejnych latach, choć w dużej mierze wyremontowana, musiała być sprzedana niemieckim nazistom w 1938 roku. W czasie II wojny światowej zamek był używany jako centrum szkoleniowe niemieckiej partii nazistowskiej. Pod koniec wojny stał się własnością Salzburga
Po II wojnie światowej był wykorzystywany jako obóz szkoleniowy austriackiej żandarmerii do 1987 roku, po czym został udostępniony dla turystów.

## Filmy
- Zamek Hohenwerfen był używany jako "Schloss Adler" w 1968 roku w czasie kręcenia Tylko dla orłów. Pamiętne sceny z kolejką linową były kręcone z wykorzystaniem kolejki w Feuerkogel-Drahtseilbahn w Ebensee, ponieważ zamek nie ma kolejki, w przeciwieństwie do fikcyjnego "Schloss Adler".

- Zamek pojawia się w tle filmu Dźwięki muzyki podczas 'Do Re Mi'.

- Zdjęcia z zewnątrz służyły jako francuski hotel w filmie Nowożeńcy.

- Zdjęcia z zewnątrz zostały wykorzystane w serialu fantasy "Dziesiąte Królestwo" (The 10th Kingdom) jako Snow White Prison Memorial.

- Zamek został wykorzystany jako siedziba Wilhelma Canarisa w rosyjskim filmie z 2012 pt. Szpieg (org Szpiog)
- Zamek został wykorzystany w serialu "Człowiek z wysokiego zamku" produkcji Amazon, jako siedziba Adolfa Hitlera